# خسوس خیل مانزانو
خسوس خیل مانزانو (به اسپانیایی: Jesús Gil Manzano)؛ متولد ۴ فوریه ۱۹۸۴ در دن بنیتو؛ داور فوتبال اسپانیایی است که در حال حاضر در لیگ برتر اسپانیا قضاوت می‌کند. او اولین بازی خود در لالیگا را به تاریخ ۲۵ اوت ۲۰۱۲ در بازی بین مالاگا و رئال مادرید انجام داد. خیل مانزانو همچنین در بازی مرحله یک چهارم نهایی کوپا دل ری در فصل ۲۰۱۴—۲۰۱۳ بین سانتاندر و رئال سوسیداد، که در آن سانتاندر پس از گذشت یک دقیقه حاضر به بازی نشد، قضاوت داشت.
پس از بازی بارسلونا و خیرونا در ۲۳ سپتامبر ۲۰۱۸، که با نتیجه ۲–۲ به پایان رسید، لیونل مسی حاضر به دست دادن با او نشد.